# La Palma, Naolinco
La Palma är en ort i Mexiko.   Den ligger i kommunen Naolinco och delstaten Veracruz, i den sydöstra delen av landet, 250 km öster om huvudstaden Mexico City. La Palma ligger 656 meter över havet och antalet invånare är 226.
Terrängen runt La Palma är huvudsakligen kuperad. La Palma ligger nere i en dal. Runt La Palma är det ganska tätbefolkat, med 214 invånare per kvadratkilometer. Närmaste större samhälle är Xalapa, 16,3 km väster om La Palma. Omgivningarna runt La Palma är en mosaik av jordbruksmark och naturlig växtlighet.